# Vieux-Ruffec
Vieux-Ruffec település Franciaországban, Charente megyében. Lakosainak száma 108 fő (2022. január 1.). Vieux-Ruffec Benest, Le Bouchage, Champagne-Mouton és Nanteuil-en-Vallée községekkel határos.

## Népesség
A település népessége az elmúlt években az alábbi módon változott:
| Lakosok száma | 136  | 111  | 85   | 100  | 116  | 107  | 106  | 109  | 111  | 108  |
|               | 1968 | 1982 | 1990 | 2006 | 2013 | 2015 | 2017 | 2019 | 2020 | 2022 |